# Henri Eli Kruyt
Henri Eli Kruyt (Banda Aceh, 27 de junio de 1907 - La Haya, 22 de noviembre de 1988) fue un deportista neerlandés que compitió en remo. Ganó una medalla de oro en el Campeonato Europeo de Remo de 1926, en la prueba de ocho con timonel.

## Palmarés internacional
| Campeonato Europeo | Campeonato Europeo | Campeonato Europeo | Campeonato Europeo |
| Año                | Lugar              | Medalla            | Prueba             |
| ------------------ | ------------------ | ------------------ | ------------------ |
| 1926               | Lucerna (Suiza)    | Medalla de oro     | Ocho con timonel   |